# Wiechlina błotna
Wiechlina błotna (Poa palustris L.) – gatunek rośliny z rodziny wiechlinowatych (Poaceae). Występuje na rozległych obszarach strefy umiarkowanej w Europie, Azji i Ameryce Północnej. W Polsce gatunek pospolity na całym obszarze.

## Morfologia

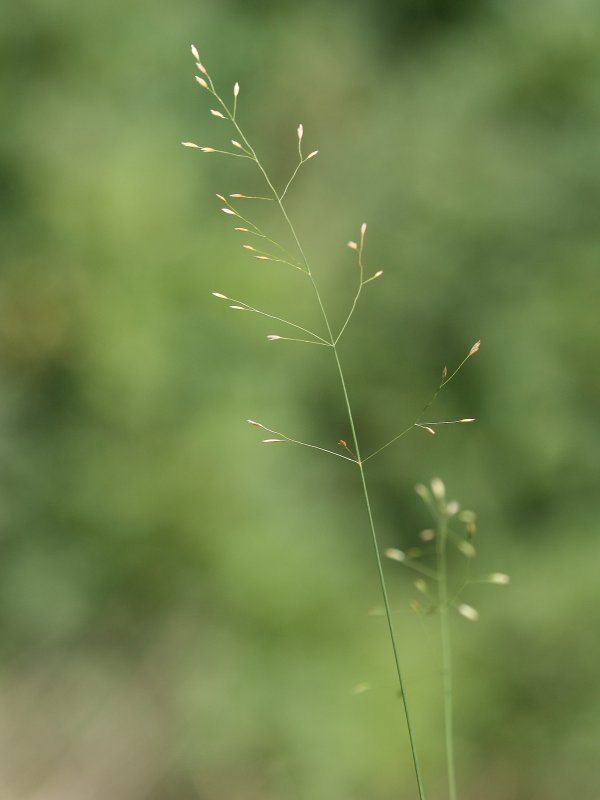
Kwiatostan

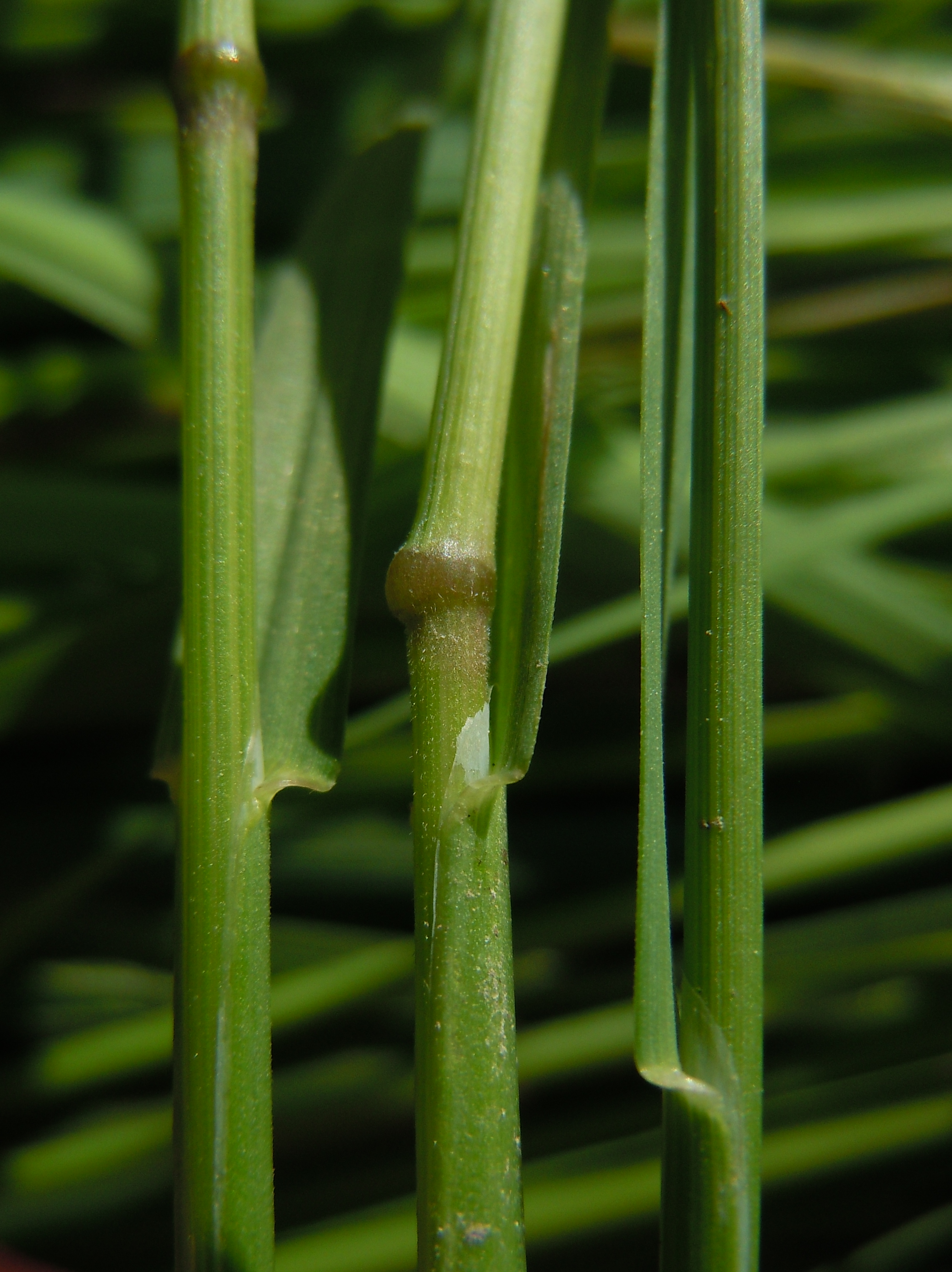
Nasada blaszki liściowej

PokrójRoślina zielna, tworząca luźne kępy.
ŁodygaJej źdźbła, sięgające 100 cm są dość obficie ulistnione.
LiścieSinozielone, lancetowate, delikatne i dość niewielkie liście z jednym nerwem środkowym z dwoma rowkami wzdłuż niego. U podstawy posiadają otwartą do połowy pochwę liściową i długi języczek.
KwiatyKwiatostan w postaci długiej na 15–20 cm wiechy. Drobne, podłużne kłoski posiadają od 2 do 4 najczęściej fioletowych kwiatków.
OwoceOplewione ziarniaki o barwie szarawej, szerokości do 1 mm i długości do 3 mm. Plewki posiadają małą ilość delikatnych włosków.

## Biologia
Roślina wieloletnia, rozwija się wczesną wiosną, kwitnie na przełomie czerwca i lipca.

## Ekologia
Pospolita trawa wilgotnych terenów niżowych, często spotykana na brzegach wód, czasami na niżej położonych terenach górskich. W klasyfikacji zbiorowisk roślinnych gatunek charakterystyczny dla All. Magnocaricion i Ass. Poo-Lathyretum palustris (wymaga dalszych badań).  

## Zastosowanie
Roślina uprawna o bardzo dobrych właściwościach pastewnych. Stosowana na żyzne, średnio wilgotne, okresowo zalewne łąki. znajduje się w rejestrze roślin uprawnych Unii Europejskiej.